# Newchapel (Staffordshire)
Newchapel – osada w Anglii, w hrabstwie Staffordshire, w dystrykcie Newcastle-under-Lyme. Leży 32 km na północ od miasta Stafford i 226 km na północny zachód od Londynu.